# Eucrostes rufociliaria
Eucrostes rufociliaria är en fjärilsart som beskrevs av Herrich-Schäffer 1855. Eucrostes rufociliaria ingår i släktet Eucrostes och familjen mätare. Inga underarter finns listade i Catalogue of Life.